# SA-Ehrenstreifen

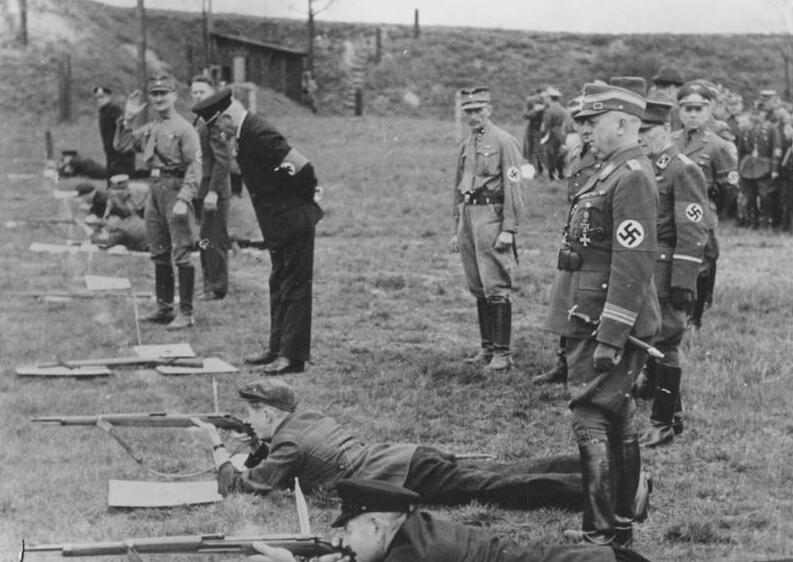
SA-Stabschef Wilhelm Schepmann in seiner Eigenschaft als Inspektor für die Schießausbildung des Volkssturms beim sogenannten Wehrschießen (1945). Auf der Aufnahme sind die Ehrenstreifen auf seiner Dienstjacke deutlich sichtbar.

Die Ehrenstreifen des Alten Kämpfers in der SA (kurz: SA-Ehrenstreifen) waren eine nationalsozialistische Auszeichnung, die im September 1934 durch Adolf Hitler für sogenannte „Alte Kämpfer“ gestiftet wurde.

## Geschichte
Zwischen Februar und Dezember 1934 führte Hitler für alle NSDAP-Mitglieder, die der Partei und ihren Gliederungen vor der Machtübernahme beigetreten waren, die Ehrenwinkel der Alten Kämpfer als besondere Auszeichnung ein.
Während die Winkel in den anderen nationalsozialistischen Organisationen beibehalten wurden, wurde für die Sturmabteilung (SA) bereits im September des gleichen Jahres das Ehrensystem geändert. Stattdessen wurden Streifen in silbergrauer Aluminiumstickerei eingeführt, die beidseitig am Ärmelaufschlag der Uniformjacken getragen wurden. Anhand der Anzahl und der Breite dieser Streifen konnte der Parteieintritt abgelesen werden.

## Aufschlüsselung der SA-Ehrenstreifen
- 1. Januar bis 31. Dezember 1925: 2 × 12 mm Streifen und 2 × 4 mm Streifen
- 1. Januar bis 31. Dezember 1926: 2 × 12 mm Streifen und 1 × 4 mm Streifen
- 1. Januar bis 31. Dezember 1927: 2 × 12 mm Streifen
- 1. Januar bis 31. Dezember 1928: 1 × 12 mm Streifen und 2 × 4 mm Streifen
- 1. Januar bis 31. Dezember 1929: 1 × 12 mm Streifen und 1 × 4 mm Streifen
- 1. Januar bis 31. Dezember 1930: 1 × 12 mm Streifen
- 1. Januar bis 31. Dezember 1931: 2 × 4 mm Streifen
- 1. Januar 1932 bis 30. Januar 1933: 1 × 4 mm Streifen